# Trade union

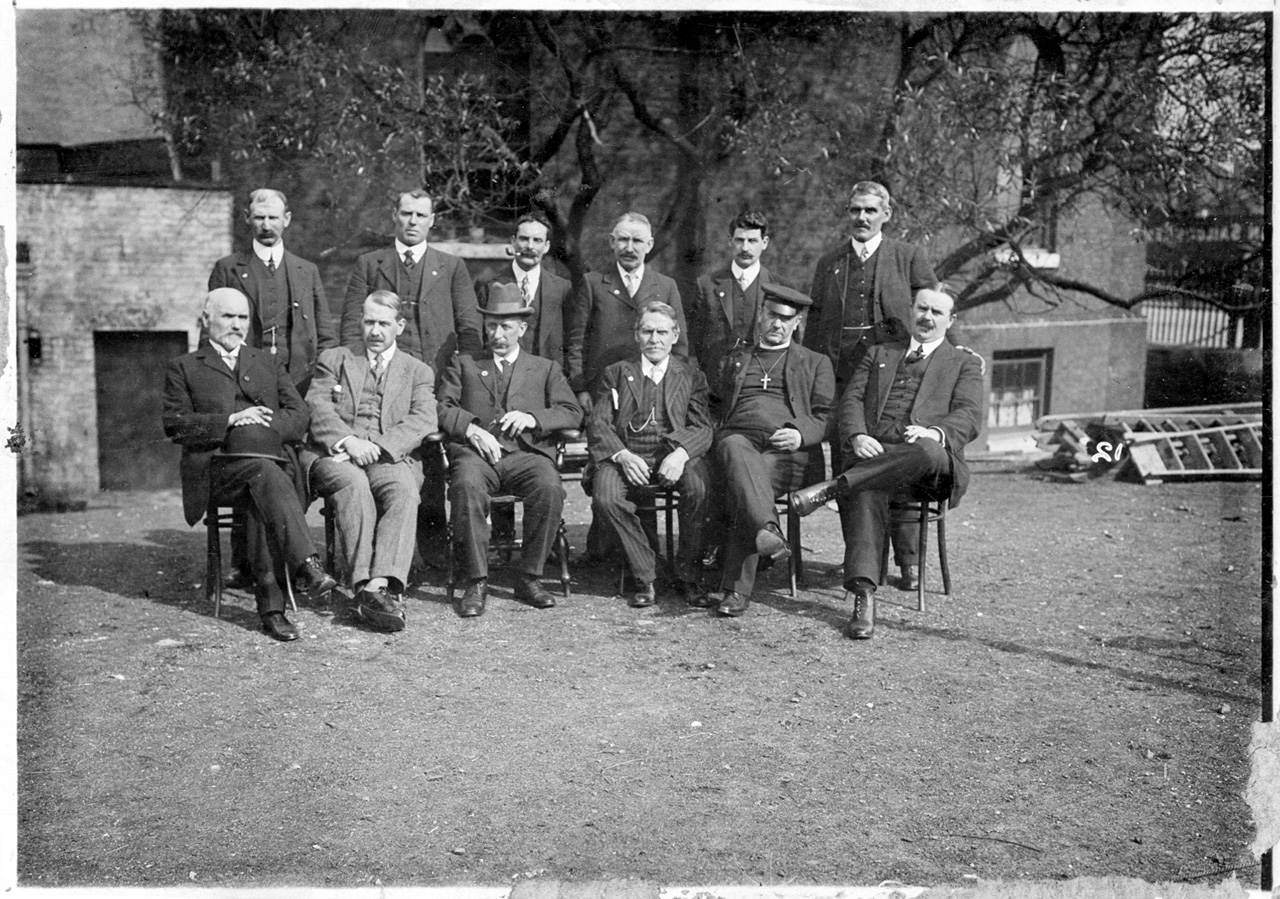
Joseph Havelock Wilson y otros trade unionists durante la huelga naviera de 1911, Maritime Hall, West India Docks, Londres.

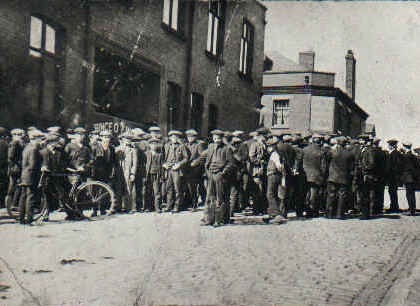
Mineros en huelga ante la Miners Hall, 1926.

Trade union es la denominación en lengua inglesa para los sindicatos obreros, así como tradeunionism lo es para movimiento sindical o sindicalismo. Su traducción literal es "unión de comercio". Es muy ampliamente utilizado en inglés para referirse a las instituciones británicas, especialmente por la bibliografía historiográfica.
El movimiento obrero británico surgió con la Revolución Industrial, primero como resistencia a la propia industrialización (ludismo) y después como defensa de los derechos de los trabajadores, sometidos a las duras condiciones de proletarización que imponían las condiciones de trabajo en las fábricas, sin que el salario, la jornada laboral u otras condiciones de trabajo pudieran ser objeto de negociación colectiva. La derogación en 1824 de las Combination Acts de 1799-1800, que prohibían las asociaciones, permitió el desarrollo de las trade unions, organizadas sectorialmente (sindicato de oficio o sindicato de ramo).
Los intentos de fusionarlas en una gran General Union (sindicato de clase o sindicato de oficios varios) llevó a la formación de la National Association for the Protection of Labour (1830) y posteriormente a la Great Trade Union o Grand National Consolidated Trades Union fundada en 1834 con la participación de Robert Owen, pero que no tuvo gran implantación fuera de Londres, en el contexto del movimiento cartista.
El Labour Party (Partido Laborista, en el Reino Unido) surgió inicialmente como correa de transmisión al ámbito político de las trade unions, en una reunión sindical de 1900.
El protagonismo de las trade unions en la vida social y política inglesa se incrementó notablemente tras la Primera Guerra Mundial (1914-1918). Los laboristas formaron Gobierno con Ramsay MacDonald en 1924. Después de la Segunda Guerra Mundial (1945) correspondió formar Gobierno a Clement Attlee. El papel central de las trade unions subsistió hasta el periodo de gobierno conservador de Margaret Thatcher (1979-1990), frontalmente enfrentado a ellas, para las que representó una significativa pérdida de influencia política y social, que no se recuperó con los posteriores Gobiernos laboristas de Tony Blair (1994-2007), cuya orientación ideológica era centrista.

## Galería

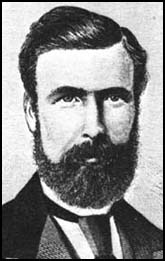
George Potter.
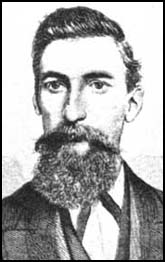
Robert Applegarth.
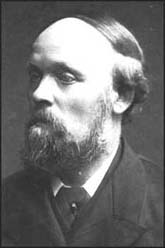
George Howell.
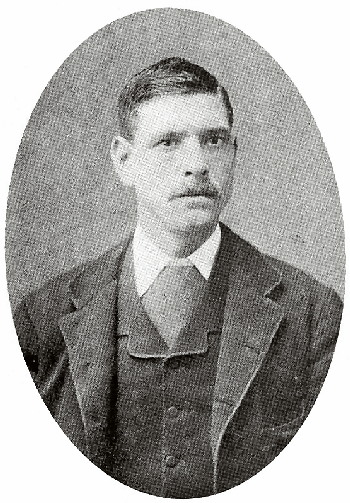
Will Thorne.
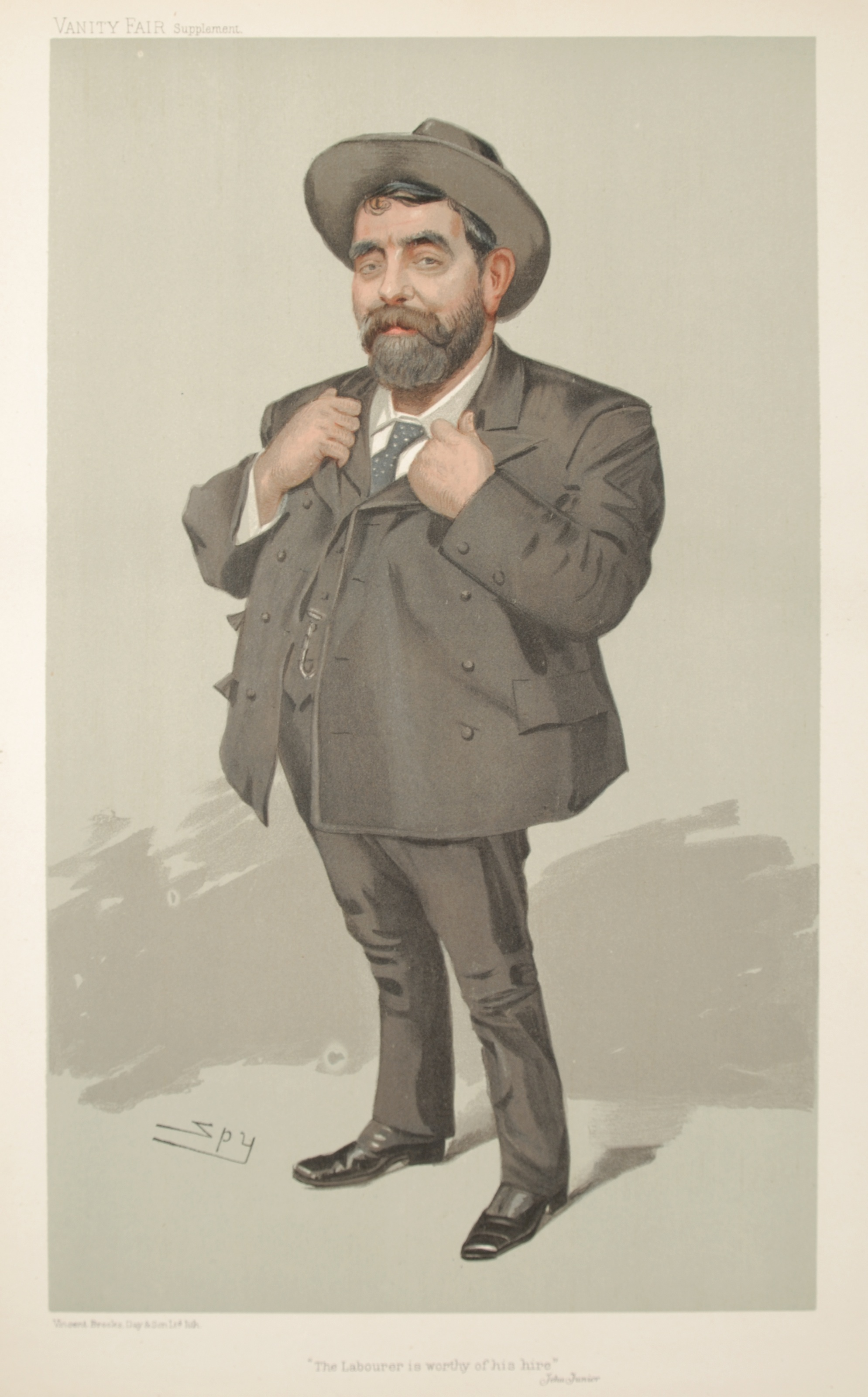
Will Crooks.
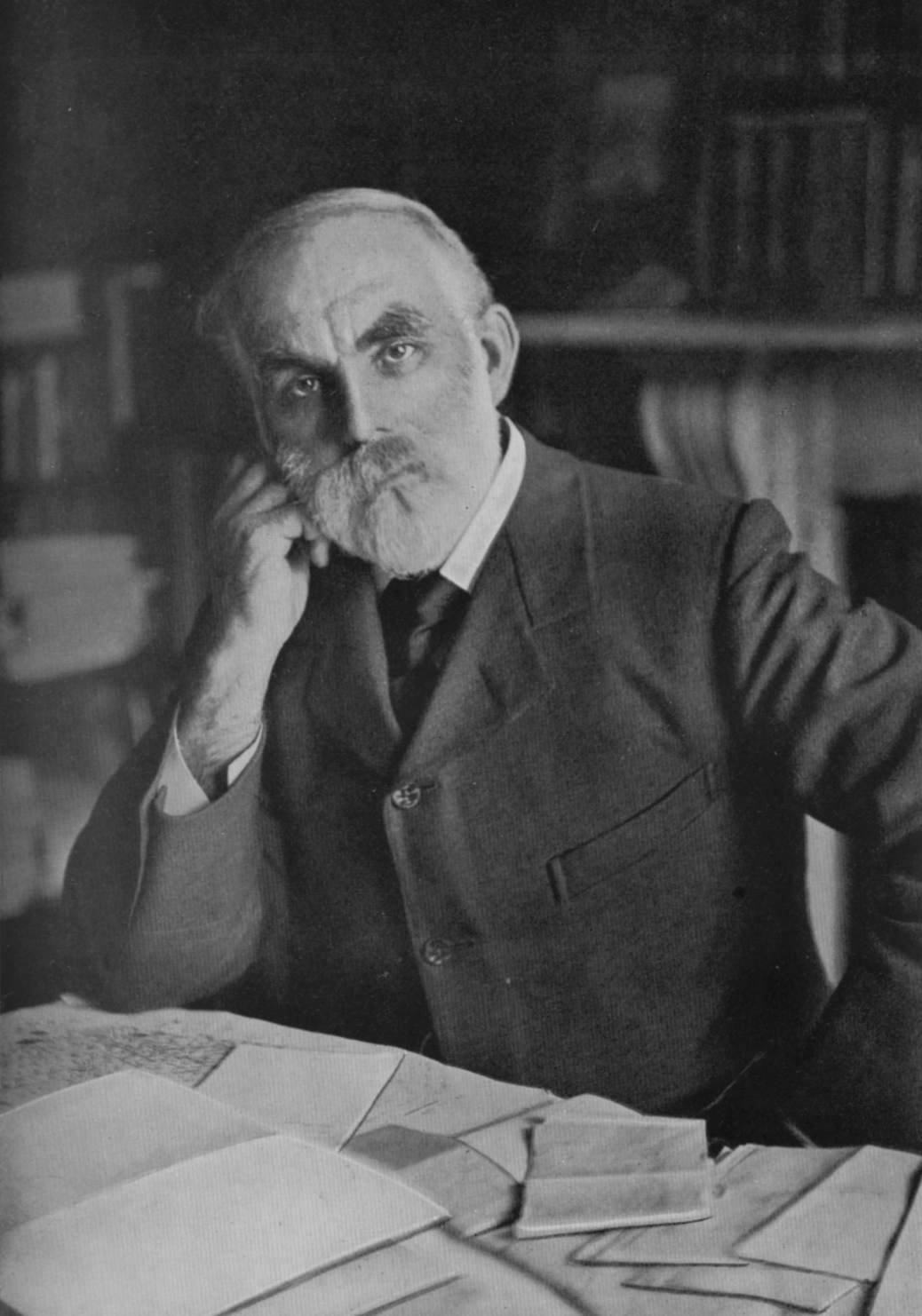
John Burns.
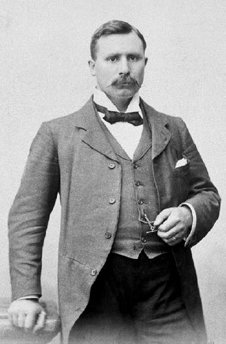
Tom Mann.
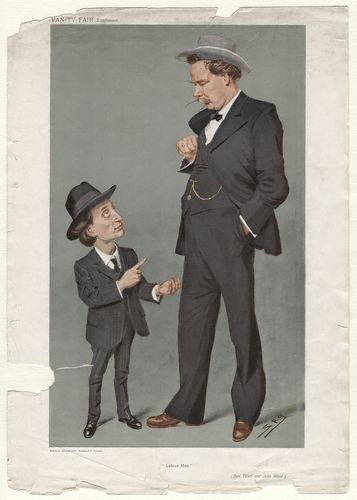
Ben Tillett y John Ward.
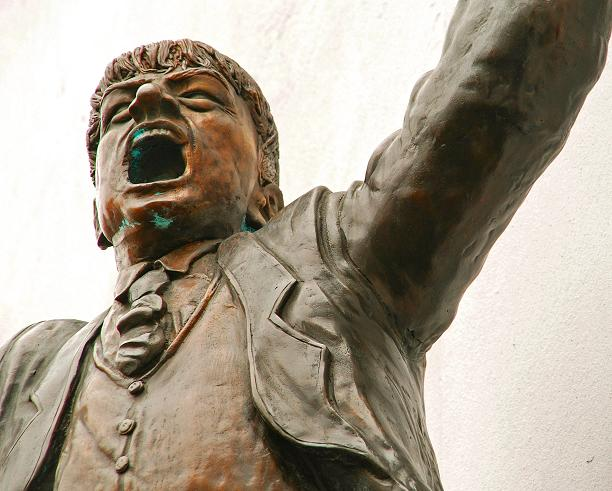
James Larkin.
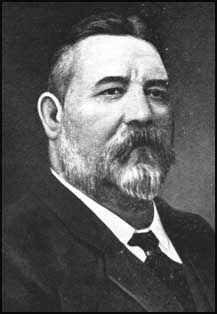
William Abraham.
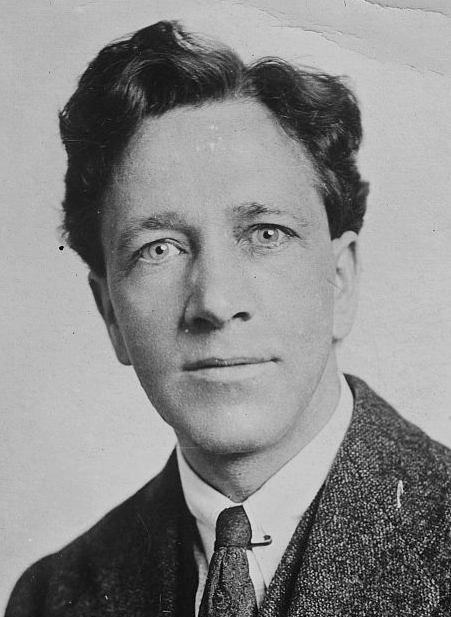
Arthur MacManus.
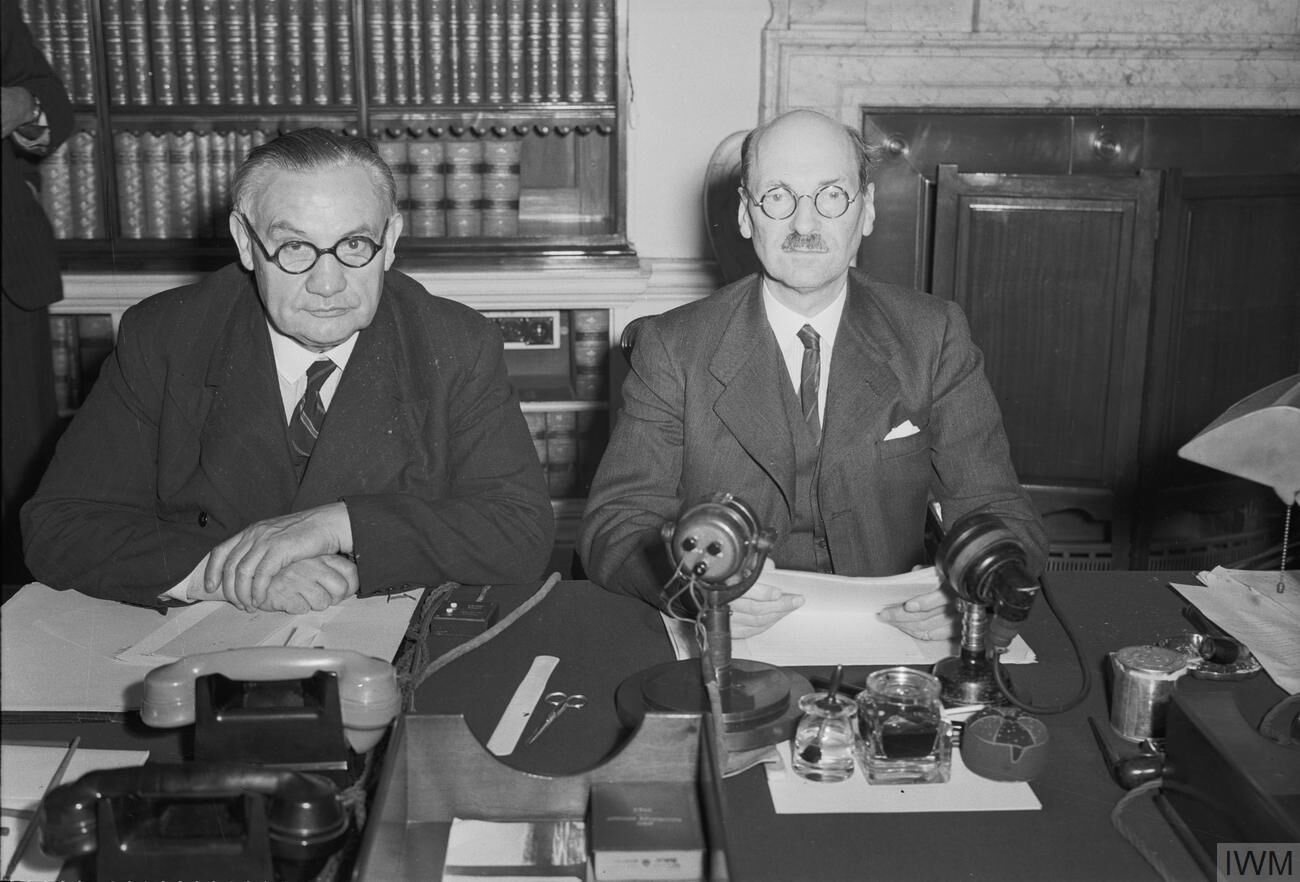
Ernest Bevin y Clement Attlee.